# Tchornoukhy
Tchornoukhy (en ukrainien : Чорнухи) ou Tchernoukhi (en russe : Чернухи) est une commune urbaine de l'oblast de Poltava, en Ukraine, et le centre administratif du raïon de Tchornoukhy. Sa population s'élevait à 2 403 habitants en 2021.

## Géographie
Tchornoukhy est située sur la rivière Mnoha, à 140 km au nord-ouest de Poltava. 

## Histoire
La date exacte de la fondation de Tchornoukhy est inconnue. Sa première mention remonte à l'année 1261. Il existe une croyance selon laquelle Tchornoukhy fut une forteresse bâtie à l'époque de la Rus' de Kiev pour protéger les Petchenègues et les Coumans, mais qu'à la fin du XIIIe siècle, elle fut détruite par les Tatars-Mongols. Elle est encore citée comme une ville en 1641. Au cours de l'année 1648, Tchornoukhy devint le centre d'une sotnia (centurie) du régiment cosaque de Loubny. 
En 1971, Tchornoukhy accéda au statut de commune urbaine.

## Population
Recensements (*) ou estimations de la population :
| 1959* | 1970* | 1979* | 1989* | 2001* |
| ----- | ----- | ----- | ----- | ----- |
| 2 380 | 2 697 | 3 040 | 3 500 | 3 194 |

| 2009  | 2010  | 2011  | 2012  | 2013  |
| ----- | ----- | ----- | ----- | ----- |
| 2 725 | 2 699 | 2 662 | 2 649 | 2 610 |

| 2021  | - | - | - | - |
| ----- | - | - | - | - |
| 2 403 | - | - | - | - |